# Demolishing and Building Up the Star Theatre
Demolishing and Building Up the Star Theatre er en amerikansk stumfilm fra 1901 af F.S. Armitage.